# 41 Camelopardalis
41 Camelopardalis är en vit stjärna i stjärnbilden Giraffen.
Stjärnan har visuell magnitud +6,58 och inte synlig för blotta ögat ens vid god seeing. Den befinner sig på ett avstånd av ungefär 345 ljusår.